# Killer Instinct (Computerspielreihe)
Killer Instinct ist eine dreiteilige Videospielreihe aus dem Fighting-Game-Genre. Der erste Teil wurde 1994 als Arcadefassung auf Basis der Ultra-64-Hardware veröffentlicht und ein Jahr später für das Super Nintendo Entertainment System portiert. 1996 folgte „Killer Instinct 2“, ebenfalls zunächst als Arcadetitel, später unter dem Titel „Killer Instinct Gold“ für die Konsole Nintendo 64. Im Zuge der Xbox-Pressekonferenz auf der E3 wurde am 10. Juni 2013 Killer Instinct für die Xbox One angekündigt. Es ist am 10. Oktober 2013 in Europa erschienen.

## Generelles
Entwickelt wurden die Spiele mit Computern von SGI und 3D-Rendersoftware von Alias. Besonders der erste Teil beeindruckte durch seine brachiale Grafik und seine schnelle sowie flüssige Spielgeschwindigkeit. Durch den massiven Einsatz von animierten Sprites wurde die Illusion einer in Echtzeit gerenderten 3D-Grafik aufgebaut, was zum damaligen Zeitpunkt von der Rechenleistung her noch nicht möglich war. Ein weiterer Höhepunkt war das aufwändige „Combo-System“ (Kombinationssystem), mit dem der Spieler durch vorgegebene Tastenkombinationen Spezialattacken des jeweiligen Charakters ausführen konnte.

## Killer Instinct

### Handlung
Ultratech ist ein mächtiger, globaler Konzern, dessen Mitarbeiter eines Tages ein Alien (Glacius) entdecken, das auf die Erde gestürzt ist. Seine Technologie wird gestohlen und ein Turnier namens Killer Instinct organisiert. Ultratech konnte auch eine Technologie entdecken, die Sprünge zwischen den Dimensionen erlaubt, und benutzt diese, um Eyedol, einen uralten und gottähnlichen Kriegsherren, zu befreien.

### Charaktere
Das Spiel enthält zehn Figuren:
- Jago: Ein tibetischer Mönch, der dem Geist des Tigers folgt. Er sieht es als seine Bestimmung an, Ultratech zu vernichten.
- T.J. Combo: Kämpfer von Ultratech. Er wurde aus den Boxverbänden ausgeschlossen, weil er über bio-mechanische Arme verfügt. Ihm wurde versprochen, dass er seinen Titel zurückerhält, wenn er das Turnier gewinnt.
- Spinal: Diener von Ultratech. Er ist das Produkt von Zellenregeneration, ein lebendes Skelett.
- Chief Thunder: Indianer-Häuptling, bewaffnet mit einem Tomahawk. Er nimmt am Turnier teil, um seinen vermissten Bruder zu finden.
- Glacius: Ein Außerirdischer, dem Frieden und seine Ruhe versprochen wurden, sollte er das Turnier gewinnen.
- Fulgore: Ein Cyborg, der von Ultratech entwickelt wurde und als Prototyp für zukünftige Roboter dienen soll.
- Cinder: Krimineller, der von Ultratech als Testobjekt für chemische Waffen aus dem Gefängnis geholt wurde. Ein Unfall bei einem Experiment machte ihn zur lebenden Flamme. Cinder nimmt an der Kampfmeisterschaft teil, um sich an Ultratech zu rächen.
- Sabrewulf: Ein Werwolf, dem Heilung versprochen wurde, wenn er bei dem Turnier Glacius tötet.
- Orchid: Eine Spionin, die sich als Sekretärin getarnt bei Ultratech eingeschlichen hat.
- Riptor: Durch Genetik erzeugter Hybrid aus einem Reptil und einem Menschen. Das Turnier soll zum Test seiner Fähigkeiten dienen.
- Eyedol: Zweiköpfiger, uralter und mystischer Kriegsherr, der in einem Gefängnis in einer anderen Dimension gefangen war. Ultratech befreite ihn, um ihn als letzten Gegner im Turnier einzusetzen.

## Killer Instinct 2 / Killer Instinct Gold

### Handlung
Im Endkampf des ersten Teils tötete Orchid Eyedol und löste dabei versehentlich einen Zeitsprung aus, durch den die überlebenden Kämpfer 2000 Jahre in die Vergangenheit transportiert wurden. Durch diesen Zeitsprung wurde ferner der Dämon Gargos befreit der nun nach der Herrschaft trachtet. In der Vergangenheit treffen die bekannten Kämpfer neben Gargos auch auf andere Feinde aus verschiedenen Kulturkreisen. Die verschiedenen Charaktere verfolgen diesmal ihre persönlichen Ziele. Will der Eine nur in seine Zeit zurück, streben andere nach Macht oder der Zerstörung des Bösen.

## Spielablauf
Killer Instinct wurde vor allem durch sein komplexes Combo-System bekannt, denn es war das erste Kampfspiel, das solche Serien von Tritten und Schlägen enthielt, in dem Sinne, dass man Combos systematisch starten konnte. Dabei gab es 3 Klassen von Bewegungen: Einführung, Verbindung, Finisher. Mit den Verbindungsbewegungen konnten Schläge aus den Einführungen aneinandergereiht werden, mit dem Finisher konnte die Combo dann effektvoll beendet werden. Mit den sogenannten Ultras konnte man einem Gegner – welcher nur noch über wenig Energie verfügte – zu Tode prügeln. Die Ultras enthielten eine Kombination aus teilweise über 40 Tritten und Schlägen. Des Weiteren war gegen Ende des Kampfes, wie schon beim Fighting-Game-Urgestein Mortal Kombat, durch das Ausführen eines Fatalities das "Hinrichten" des Gegners möglich. Jeder Charakter verfügte über zwei individuelle Finishing-Moves sowie es universal in manchen Stages möglich war, den Gegner über den Rand eines tiefen Abgrundes zu stoßen. Alternativ konnte man den Gegner aber auch mit einem "Humiliation"-Move (Demütigung) der Lächerlichkeit preisgeben.
Es bestand neben dem Combo-System noch ein weiterer, wesentlicher Unterschied zu anderen Kampfspielen: Sinkt die Lebensenergie eines der Kontrahenten auf 0, wird sie für die sofort beginnende, zweite Runde wieder aufgestockt. Der Gegner darf jedoch mit seiner bisherigen Energie weiterkämpfen. In anderen Spielen beginnen beide Spieler gewöhnlich die zweite Runde mit vollem Gesundheitsbalken.

## Fassungen für Konsolen
Sowohl Killer Instinct (SNES) als auch Killer Instinct Gold (N64) erschienen nur als stark abgespeckte Fassungen. Dies war nötig, da beide Konsolen technisch nicht in der Lage waren, die Spiele in Originalfassung wiederzugeben. Die SNES-Fassung von Killer Instinct sollte ursprünglich für das N64 erscheinen (auf der Arcade-Maschine wird zu Beginn Werbung dafür gezeigt), dies war jedoch nie der Fall. Folglich musste die SNES-Fassung besonders stark für die Konsole angepasst werden. Die seit 1996 bestandene Indizierung des ersten Teils wurde im Juni 2016 aufgehoben.